# 中华人民共和国政府认定的邪教组织列表
根据《中华人民共和国宪法》，宗教信仰自由是被保障的，但中华人民共和国政府表示要打击以宗教名义为掩护的危害国家安全和公共安全的行为。

## 历史
早在中华人民共和国建国初期的1950年代，中国政府就发起“取缔反动会道门”运动，将先天道、一贯道等民间教派打成反动会道门并取缔。改革开放后，中国政府虽然在法律上依然禁止了曾经被定为“反动会道门”的宗教组织，但是中国政府仍然在探讨民间宗教的合法化问题。而在另一方面，中国政府亦表示要打击以宗教名义为掩护的危害国家安全和公共安全的行为。
该名单的发布有其历史演进及标志性事件，中华人民共和国对邪教的系统认定始于20世纪80年代，随后于 1999 年 7 月 22 日发布依法取缔 “法轮大法研究会”，公安部同步发布 “六条通告”，禁止其一切活动。 全国人大常委会发布《关于取缔邪教组织、防范和惩治邪教活动的决定》，确立 “教育与惩罚结合” 的治理原则。2014年，中国反邪教协会在 “招远案”（邪教成员因信仰极端杀害无辜）后，首次向社会公布包含 20 个邪教组织的官方名单，涵盖 “全能神”“门徒会”“呼喊派” 等境内外组织。该名单由法律界、宗教界专家共同制定，强调 “危害特别严重” 的筛选标准。截至 2024 年，中国已明确认定 24 种邪教组织，有害气功组织13种。

## 定义
中国最高人民法院、最高人民检察院《关于办理组织和利用邪教组织犯罪案件具体应用法律若干问题的解释》中认定：邪教组织是指冒用宗教、气功或者其他名义建立，神化首要分子，利用制造、散布迷信邪说等手段蛊惑、蒙骗他人，发展、控制成员，危害社会的非法组织。
本条目按中国公安部文件列举的邪教名单，是在中国大陆范围内，不包括香港特别行政区和澳门特别行政区。

### 邪教组织和有害气功组织
2000年和2005年中国公安部先后发布《中华人民共和国公安部关于认定和取缔邪教组织若干问题的通知》（公通字[2000]39号）和《中华人民共和国公安部关于认定和取缔邪教组织若干问题的通知》（公通字[2005]39号）。通知中关于“现已认定的邪教组织情况”表明，到目前为止共认定和明确的邪教组织有14种。其中，中央办公厅、国务院办公厅文件明确的有7种，公安部认定和明确的有7种。这是到目前为止关于邪教认定最新的一个正式文件。公安部在认定邪教组织时，明确是根据《刑法》和一系列处理邪教组织的文件精神，参考了两高司法解释的定义，然后重新定义。目前公安部认定的14个邪教名单如下（按发公文查禁结果的先后顺序排列）：
- 呼喊派（1983年）[9]（包括：召会、东方闪电（又称“全能神教会”或“实际神”）（1995年）、常受教（1995年）[9]、中华大陆行政执事站（1995年）[9][10]）
- 全范围教会（1988年）[9]
- 门徒会（在湖北等地又称“旷野窄门”）（1990年）[9]
- 灵灵教（又称“属灵教”、“灵灵派”）（1991年）[9]
- 被立王（1995年）[11][12]
- 观音法门（又称“清海无上师世界会”）（1995年）[9]
- 天父的儿女（1995年）[10]
- 达米宣教会（1995年）[10]
- 真佛宗（1995年）[13]
- 新約教會（亦称“基督灵恩布道团”）（1995年）[9]
- 世界以利亚福音宣教会（1996年）[14]
- 统一教（1997年）[15]
- 主神教（1998年） [16][9]
- 三班仆人（1999年）[17]

此外，中国已认定与打击14种有害气功组织，包括：中华养生益智功（中功），菩提功、华藏功、香功、三三九乘元功、人宇特能功、日月气功（又称“意识保健功”、“日月神功”、“意识科学”）万法归一功、慈悲功、沈昌人体科技（又称“沈昌功”）元极功、一通健康法（又称“一通功”）、中华昆仑女神功、中国自然特异功。

## 定義爭議

### 法轮功（1999年）
中華人民共和國政府正式將法輪功定性為「邪教」始於1999年。1999年7月22日，民政部認定法輪大法研究會及相關法輪功組織為非法組織，稱其「宣揚迷信邪說，矇騙群眾」，決定予以取締。10月25日，時任國家主席江澤民在接受法國《費加羅報》採訪時稱法輪功是邪教。10月30日，全國人民代表大會常務委員會通過《關於取締邪教組織、防範和懲治邪教活動的決定》；同日，最高法、最高檢《關於辦理組織和利用邪教組織犯罪案件具體應用法律若干問題的解釋》亦開始施行。最高法、最高檢此後又發出通知，稱《決定》和《解釋》對「打擊組織、利用『法輪功』邪教組織進行犯罪活動，提供了重要的法律保障」，要求據此加强打擊法輪功。美国国际宗教自由委员会在2002年度《國際宗教自由報告》中稱，根據《中華人民共和國刑法》第三百條通過的人大常委會《決定》取締了包含法輪功在內的所有被中華人民共和國政府認定為「邪教」的組織，而司法解釋則闡釋了《刑法》對法輪功的適用問題。內華達大學雷諾分校政治學教授瑪麗亞·張（Maria Hsia Chang）认为，各項對刑法體系的修訂補充了反邪教的法律，標誌著法輪功被正式定性為「邪教」。2000年及2005年，公安部先後發佈《公安部關於認定和取締邪教組織若干問題的通知》，其中未將法輪功列入「現已認定的邪教組織情況」附件，但其視法輪功為邪教、法輪功組織為邪教組織的立場並未發生變化。在實務中，公安機關普遍根據前述文件及立場來作出邪教組織的認定，而經過公安機關認定為邪教組織並由檢察機關審查起訴的，法院一般都會支持公訴機關對其關於邪教組織犯罪的指控。
就該認定的依據、效力和目的等問題，存在多項質疑與批評。澳大利亞國立大學中華全球研究中心副主任本傑明·彭尼（Benjamin Penny）引述法輪功方面的消息來源稱，從1997年初到1998年末，官方發起的包括由公安部和前全国人大常委会委员长乔石等分別組織的多項對法輪功展開的調查，未能獲得任何法輪功的負面證據。自由之家2017年報告稱「邪教」標籤的出現是在鎮壓發生幾個月後的1999年10月，認為中共因鎮壓法輪功遭到國際社會和中國國內批評才標籤化法輪功，並引述學者David Ownby稱當局給法輪功貼上邪教的標籤是「為了誤導」，意圖以此「抹去法輪功的吸引力以及這個群體在中國之外的活動效力」。因報導法輪功獲得普立茲獎的《華爾街日報》前北京分社社長伊恩·約翰遜認為宣布法輪功爲邪教「是中共政權最聰明的舉動之一」，認為這迫使法輪功自我辯護，並借用西方反邪教運動的合法性來掩蓋當局的鎮壓；他又認為當局為證明其論點而提出的說法和指控難被查证而不可信。聯合國人權理事會宗教或信仰自由特別報告員在2010年聯合國大會上報告稱，法輪功等少數宗教群體時而被污名化為「邪教」，並常受社會歧視，這種歧視可能升級為對相關群體的陰謀論。美國國務院在2003年度《各國人權報告》中批評中華人民共和國政府對包含法輪功在內的被認定為「邪教」的團體進行鎮壓。李和平、滕彪等6位北京律師2007年在代理法輪功案件時發表無罪辯護詞，認為人大常委會的《決定》違憲，「兩高」司法解釋違反憲法和《立法法》，民政部的認定越權並違憲，不應作為案件的處理依據。
法輪功在香港為合法團體，法輪功學員在香港註冊了「香港法輪大法協會」。前香港特首董建華2001年在立法會答問大會上稱法輪功為邪教，但引發強烈反彈；時任政務司司長曾蔭權則指出這是董建華個人意見。香港前樞機主教陳日君、支聯會主席司徒華、前政務司司長陳方安生、李柱銘、馮智活牧師等名人皆公開支持法輪功。當時三十個香港的公民團體包括社會民主論壇、基督教工業委員會等曾聯署致信董建華，認為特區政府未發現法輪功學員的違法行為，也未列出證據證明法輪功是邪教，特區政府對法輪功的言論不合理不公平，並損害香港結社、言論、集會、宗教，要求「停止針對及壓迫法輪功」。

### 召会
中国政府因将地方召会列入“呼喊派”而引起地方召会的抗议。其中2013年8月27日，新北市新店區召会长老欧阳家立（多次担任台湾基督教教牧参访团团长）在两岸基督教论坛上代表地方教会正式发表声明：召会不是“呼喊派”，全球超过四千处的地方教会都与“呼喊派”无关。2014年6月11日，台北市召会就中国反邪教协会针对山東招遠麥當勞殺人事件而将召会视为邪教之一“呼喊派”提出声明：地方教会不是“呼喊派”，李常受没有成立过“呼喊派”。2014年6月10日，臺灣福音書房發布由負責人吳有成署名的公開聲明，抨擊中國反邪教協會等單位把地方召會及臺灣福音書房與呼喊派連在一起，強調與呼喊派無涉，支持中國政府依法取締邪教。

## 法律法规和政策
- 1982年制定的《关于我国社会主义时期宗教问题的基本观点和基本政策》中规定：“已被取缔的一切反动会道门和神汉、巫婆，一律不准恢复活动。凡妖言惑众、骗人钱财者，一律严加取缔，并且绳之以法。”
- 1997年修订的《中华人民共和国刑法》第三百条：对组织和利用会道门、邪教组织或者利用迷信进行违法犯罪的行为，予以定罪量刑......
- 1999年10月30日第九届全国人民代表大会常务委员会第十二次会议通过《全国人民代表大会常务委员会关于取缔邪教组织、防范和惩治邪教活动的决定》[49]。
- 关于《全国人民代表大会常务委员会关于防范和打击邪教组织的决定（草案）》的说明[50]
- 最高人民法院、最高人民检察院关于办理组织和利用邪教组织犯罪案件具体应用法律若干问题的解释[51]
- 最高人民法院、最高人民检察院关于办理组织和利用邪教组织犯罪案件具体应用法律若干问题的解释（二）[52]
- 最高人民法院关于贯彻全国人大常委会《关于取缔邪教组织防范和惩治邪教活动的决定》和“两院”司法解释的通知[53]

## 延伸阅读
- 蒋嘉森 著：《毒瘤：当今中国形形色色的邪教组织》，群众出版社 出版，2001-06-01，ISBN 750142506X
- 马岭 著：《中国的邪教组织及其活动特点》，《法学》1999年第05期
- 公安部国内安全保卫局 编：《查禁取缔邪教组织法律法规》，群众出版社 出版，1999年11月，ISBN 750142135
- 追查国际：关于“中国反邪教协会”的组织结构和主要反法轮功活动的调查报，2011年9月12日